# Police, Camera, Action!
Police, Camera, Action! var ett TV-program av den brittiska TV-kanalen Carlton Television. Programmet sändes i Storbritannien åren 1994-2002 och omfattar videofilmer som polis i olika stater, mest Storbritannien och USA men även andra platser i världen, filmat. Programmet visade dels tokigheter, men också biljakter och sådant som kunde lett till olyckshändelse, som till exempel att chansa vid järnvägsövergång. Programmet visade dock bara sådana fall där alla klarade sig fysiskt. Programmet sändes även i Sveriges Television under perioden 30 augusti 1998-22 februari 2004, först som Den tar vi sa polisen!, och i TV4 under perioden 20 maj 2001-27 april 2005  som I polisens kamera.

### Fotnoter
1. ↑  ”Den tar vi sa polisen”. Svensk mediedatabas. http://smdb.kb.se/catalog/search?q=%22Den+tar+vi+sa+polisen%22+typ%3Atv&sort=OLDEST. Läst 2 oktober 2012.
2. ↑  ”I polisens kamera”. Svensk mediedatabas. http://smdb.kb.se/catalog/search?q=%22I+polisens+kamera%22+typ%3Atv&sort=OLDEST. Läst 2 oktober 2012.